# Norbert-Claude Gorin
Norbert-Claude Gorin, né en 1946 est un ancien responsable médical du pôle hématologie-oncologie et médecine nucléaire thérapeutique de l’hôpital Saint-Antoine. Il est Professeur d'hématologie et thérapie cellulaire à l'université Paris Sorbonne ( anciennement Pierre et Marie Curie) et en fonction en tant que médecin consultant émérite dans le service d'hématologie de l'hôpital Saint-Antoine à Paris. Il est le president du comité international de l'"European Society for blood and marrow transplantation" (EBMT) et à ce titre dirige les bureaux de Paris et Shanghai. Il est membre de l'académie nationale de médecine (2019) et depuis 2024 membre de la Chinese Academy of engineering et membre international de  l'" Academic Advisory Committee (AAC) "de l'académie Chinoise des sciences médicales   (CAMS).

## Biographie
Norbert-Claude Gorin a suivi sa formation à Paris, Bethesda USA (National Cancer Institute) et au Johns Hopkins cancer center (Baltimore USA). Il a été Professeur d’Hématologie à l’université Pierre et Marie Curie (UPMC)  depuis 1979. Il est actuellement Professeur émérite dans la meme université aujoiurd'hui Paris Sorbonne. Il est professeur honoris causa de nombreuses universités (Johns Hopkins University, Baltimore, USA ; Université d'Ancona, Italie, et en Chine ( universités de Suzhou, Xi'An  Chonqchi, Shanghai-Ruijin, Hangzhou Zheijiang University ).
Il a été responsable des groupes de travail de l’EBMT sur les autogreffes et sur le traitement des leucémies aigües pendant 20 ans. Il a travaillé pendant 15 ans avec l'institut de radioprotection et sureté nucléaire (IRSN) sur le traitement des accidents d'irradiation et leur prevention (dont le risque nucléaire). Il a présidé la société internationale d’hématologie expérimentale (ISEH) à Washington en 1999-2000. Il dirige depuis 1995 le bureau de Paris de l’EBMT qui analyse et publie des travaux réalisés sur la plus grande base de données mondiale concernant les greffes de cellules souches (800 000 greffes), en partenariat avec l’Assistance Publique-Hôpitaux de Paris, l’INSERM et l’INCA. Il a été le président de nombreux congres dont le 37e congrès de l'EBMT 2011 à Paris. Il organise chaque année depuis 2013 un séminaire Franco Chinois sur les greffes et la thérapie cellulaire pour le traitement des hémopathies malignes. Le  onzieme séminaire (2024) a eu lieu à Tianjin (Chine). Le seminaire 2025 aura lieu a Bordeaux

## Apports médicaux
Il a mis au point la technique de cryopréservation des cellules souches hématopoiétiques d'abord chez le chien puis chez l'homme et Il a réalisé la première autogreffe mondiale à l'hôpital Saint Antoine à Paris, chez un patient atteint de leucémie aigüe en 1976, puis il a développé cette approche pour le traitement des leucémies, lymphomes et myélomes.Il a initié le traitement in vitro des greffons avant leur réinjection, en particulier en utilisant des chimiothérapies et des anticorps monoclonaux.  La technique de cryopreservation des cellules souches qu'il a mise au point a également servi ultérieurement à la cryopreservation des sangs de cordon pour greffes. Au cours de la seule aznnée 2022 pres de 50 000 autogreffes de cellules souches hématologiques ont été réalisées dans le monde.
Il a mis au point des les années 1980 avec le Professeur Luc Douay et Manuel Lopez directeur de recherche INSERM les premieres techniques de traitement in vitro des greffons autologues avant leur reinjection, dans le but de détruire des cellules tumorales résiduelles, notamment avec un dérivé d'une chimiothérapie , la mafosfamide.
En partenariat avec l’Institut de Radioprotection et de Sureté Nucléaire (IRSN) il a également été pionnier dans l’utilisation des cellules souches mésenchymateuses pour le traitement des accidents d’irradiation (notamment à la suite de l'accident d'Épinal). Il est chevalier de la légion d'honneur. Il continue actuellement ses travaux sur les greffes de cellules souches hématopoiétiques en comparant notamment les résultats des autogreffes (qu'il a initiées) aux allogreffes haplo mismatch réalisées à partir de parents de patients atteints de maladies du sang. Au sein de l'académie nationale de médecine, il participe aux travaux de la commission sur les nouvelles thérapeutiques et à ceux du comité international.